# Взрыв теплохода «Ля Кувр»
Грузовое судно «La Coubre» (иногда ошибочно называют «Ле Кубр») взорвалось в 15:10 4 марта 1960 года во время разгрузки в порту Гаваны.

## История
После победы Кубинской революции в январе 1959 года США прекратили военно-техническое сотрудничество с новым кубинским правительством и стремились воспрепятствовать получению Кубой вооружения из других источников.
Закупленная в конце 1958 года в Бельгии партия оружия и боеприпасов общей массой 76 тонн была закуплена на очень выгодных для бельгийцев условиях, она включала в себя патроны к стрелковому оружию и несколько тысяч ручных гранат (в том числе противотанковые гранаты). Погрузка ящиков на корабль проходила под надзором бельгийской таможенной службы и специального инспектора правительства Бельгии, охрану места погрузки обеспечивало подразделение бельгийской жандармерии. Тем не менее, за шесть часов до отплытия судна из порта Антверпена на Кубу на борт корабля поднялся фотограф из США с документами на имя Donald Lee Chapman.
Судно водоизмещением 4310 тонн с экипажем 35 человек ходило под флагом Франции. Разгрузка боеприпасов выполнялась гражданскими грузчиками из состояния швартовки к пирсу вопреки правилам безопасности.
Судно было разрушено у причала (район Таллапьедра) двумя взрывами заложенных в трюме взрывных устройств, происшедшими с интервалом в 48 мин. Второй взрыв произошёл после начала действий FAR по спасению пострадавших от первого взрыва. Возник сильный пожар, кормовая часть судна была затоплена. Груз вооружений был полностью уничтожен, за исключением нескольких ящиков с ручными гранатами.
Число погибших составило 101 человек, 209 человек получили ранения, в том числе 6 членов экипажа «Ля Кувр» были убиты и 3 ранены. В тушении пожара вместе с пожарными и военнослужащими принимали участие сотни добровольцев из числа жителей города.
Основной версией событий, согласно заявлению кубинских властей, являлся террористический акт, организованный ЦРУ.
В момент взрыва Эрнесто Че Гевара находился в здании INRA (Instituto Nacional de Reforma Agraria). Он незамедлительно прибыл в порт и участвовал в спасательной операции, на протяжении нескольких часов оказывая медицинскую помощь раненым. На траурном митинге памяти жертв теракта, прошедшем 5 марта, Альберто Корда сделал ставший легендарным снимок «Героический партизан» (Guerrillero Heroico). В митинге и шествии также принял участие Уильям Морган, позже обвинённый в организации взрыва.
После теракта судно было капитально отремонтировано в сухом доке и вышло из Гаваны 22 августа в направлении Европы. Эксплуатировалось французской компанией «Compagnie Générale Transatlantique» до 1972 года.
Неподалёку от места теракта был установлен памятник жертвам взрыва.